# 20. lovski polk (Wehrmacht)
 Za druge 20. polke glej 20. polk.
 20. lovski polk (izvirno nemško Jäger-Regiment 20) je bil lovski polk v sestavi redne nemške kopenske vojske med drugo svetovno vojno.

## Zgodovina
Polk je bil ustanovljen aprila 1945 na Hrvaškem z reorganizacijo 1. rezervnega lovskega polka; bil je armadna enota.